# Jaume Mercader-Miret
Jaume Mercader-Miret (Vilafranca del Penedès, 22 de juliol de 1914 - Barcelona, 31 de desembre de 2009) fou un orfebre i escriptor català.
Jaume Mercader-Miret va fer els seus primers estudis al col·legi de Sant Ramon de Penyafort de Vilafranca del Penedès. El maig de 1929 va entrar a treballar d'aprenent al taller d'argenter de Manuel Valentí, a Barcelona, i el setembre es va traslladar definitivament a Barcelona, amb la seva família. El 1930 va entrar a treballar al taller de l'orfebre Ramon Sunyer, fins a l'octubre del 1937. A instàncies del mateix Sunyer, a principis d'octubre de 1930 Mercader-Miret es va matricular a l'Escola Massana, de la qual després seria professor del 1963 al 1979.
En plena guerra civil, comença a treballar pel seu compte, al principi dissenyant les seves obres i fent-les executar per algú altre. El 1939, acabada la guerra civil, comença a col·laborar amb el seu cosí, el també artista Pau Boada i Mercader en la realització d'obres d'art decoratiu. La primavera del 1941, entra en contacte amb el joier Alfons Serrahima i comença a rebre encàrrecs de repussar metall i, de mica en mica, passà dels treballs de dibuix als relleus d'aram, i també alguns en plata. Seguint les paraules de l'artista: «Vàreig pasar uns pocs anys divagant, fent provatures i estudis, i fins al dia de la inauguració de la meva primera exposició pública i individual —el 19 de novembre de 1950— puc dir que no quedà ben definit el meu camí a seguir, i almenys elementalment determinada la personalitat, poca o molta, que tinguem la meva obra i jo mateix.» Aquesta primera exposició individual tingué lloc al Museu de Vilafranca. La primera exposició a Barcelona fou el 1951, a la Sala Rovira. Al llarg de la seva vida va participar en prop d'un centenar d'exposicions col·lectives en diverses ciutats europees, americanes i africanes.
Jaume Mercader-Miret també escriu goigs, compon poesia, i dibuixa auques, entre les quals una a la festa major de Vilafranca. Ja des d'abans de la guerra col·labora a la premsa vilafranquina, cosa que continuarà fent pràcticament fins poc abans de la seva mort. Va ser guardonat en diversos certàmens literaris per la seva producció poètica, de la qual després aplegaria una petita part al seu llibre XXV sonets triats, publicat el 1990. Aquest any també publica les seves Memòries d'un aprenent vilafranquí, llibre al qual seguiria el 1991 Galeria de retrats amb un autoretrat i l'edició vilafranquina d'homenatge Vilafranca ben a prop, el 1998 el conte L'anxaneta i l'àngel del campanar i el 1999 la biografia De la vida i obra de Pau Boada. El seu darrer llibre, Fets i circumstàncies, va ser publicat el 2003. Va deixar abundants textos i poemes inèdits, dipositats al Centre de Documentació de Vinseum.
L'octubre de 2017 se li dedicà un homenatge a Vilafranca amb la col·locació d'una placa a la casa on va néixer.